# Mala Žuljevica
Mala Žuljevica je naseljeno mjesto u sastavu općine Bosanski Novi, Republika Srpska, BiH.

## Stanovništvo
| Mala Žuljevica     |           |
| godina popisa      | 1991.     |
| Srbi               | 97 (100%) |
| Hrvati             | 0         |
| Muslimani          | 0         |
| Jugoslaveni        | 0         |
| ostali i nepoznato | 0         |
| ukupno             | 97        |